# Gerrit Hagels
Gerrit Ferdinand Hagels (Enschede, 15 augustus 1942) is een Nederlands voormalig internationaal hockeyscheidsrechter.

## Biografie
Gerrit Hagels is geboren en getogen in Enschede en komt uit een zeer sportieve familie. Zijn vader Henny Hagels werd als rechtsback met Sportclub Enschede in 1926 Nederlands kampioen. Gerrit Hagels hockeyde al vroeg op straat en werd lid van de naburige hockeyvereniging DKS (“De Kromme Stok”), net als andere jongens uit 't Ribbelt, zoals Johan en Jan Groeneveld en Hans en Edo Buma.Vanaf 1965 speelde hij drie seizoenen in het eerste heren (zowel veld als zaalhockey)team van DKS en werd in deze periode drie keer zaalhockeykampioen van het oosten.
Daartoe aangespoord door leden van de toenmalige scheidsrechters selectiecommissie Oostelijke eerste klasse, richtte Gerrit Hagels zich vanaf het seizoen 1968/1969 volledig op de hockeyarbitrage en stopte met hockeyen in Heren 1.
Hiermee begon zijn scheidsrechter-carrière, waarin hij zich onderscheidde als topscheidsrechter op zowel nationaal (Hoofdklasse hockey) als internationaal niveau.
Hij floot in de periode 1977 tot en met 1988 in totaal zo'n 300 Hoofdklasse wedstrijden en 77 internationale ontmoetingen, onder meer op twee Olympische Spelen, op twee Wereldkampioenschap hockey mannen en op drie Champions Trophys.
Gerrit Hagels kwam in 1977 na 1 jaar als nationaal arbiter rechtstreeks op de lijst van de International Hockey Federation (FIH) “grade one” scheidsrechters die de belangrijkste internationale toernooien fluiten.
Hij combineerde zijn hockeycarrière met zijn beroep als makelaar in (on)roerende goederen en register veilinghouder met een eigen veilingbedrijf.

## Olympische Spelen
Gerrit Hagels floot op twee Olympische hockey toernooien: de Olympische Zomerspelen 1980 in Moskou en de Olympische Zomerspelen 1984 in Los Angeles.

### Moskou
Ondanks de boycot door de Nederlandse atleten ivm de Russische inval in Afghanistan, werden de Nederlandse officials wel uitgezonden naar de Spelen in Moskou.
Behalve Gerrit Hagels was ook zijn DKS clubgenote Sophie Duinker-Molendijk actief als hockey-scheidsrechter op dit toernooi. 
Hier was Hagels aangewezen om de Olympische finale (India-Spanje) te fluiten, maar moest hij zich op het laatste moment wegens een liesblessure terugtrekken en werd hij vervangen door Bob Davidzon.

### Los Angeles
Bijzonder bij dit toernooi was voor Gerrit Hagels niet zozeer dat hij na de openingswedstrijd veel lof kreeg over hoe hij de wedstrijd had geleid, maar wel de vele aandacht die werd besteed aan zijn warming up die o.a. bestond uit 7 rondjes inlopen om het veld. Hagels floot hier ook de wedstrijd om de derde plaats tussen de Britse hockeyploeg (mannen) en de Australische hockeyploeg (mannen).

## Wereldkampioenschappen
Gerrit Hagels floot twee wereldkampioenschappen: in 1978 in Buenos Aires en in 1986 in Londen. De locatie voor het kampioenschap in Argentinië was omstreden in verband met het Videla regime en reden voor een aantal Nederlands elftalspelers om de zilveren medaille te weigeren.

## Champions Trophy
Ook floot hij drie toernooien om de Champions Trophy (CT's), met als eerste de Champions Trophy mannen 1981 in Karachi. 
Een hoogtepunt was het leiden van de wedstrijd tussen Pakistan en Duitsland voor 45.000 toeschouwers, waar de teleurgestelde Pakistaanse toeschouwers ,net als in de wedstrijd tegen Nederland, sinaasappels en stenen richting het veld gooiden. 
De andere twee Champions Trophy's die Gerrit Hagels floot waren in Amstelveen: de CT 1982 en de CT 1987. 
Bij het laatste toernooi werd hij als invaller toegevoegd en floot meerdere wedstrijden, waaronder de match tussen de rivalen India en Pakistan in een vol Wagenerstadion .
Nadat Gerrit Hagels als arbiter was gestopt, heeft hij nog scheidsrechter Peter Elders begeleid en heeft hij in de arbitragecommissie van de KNHB gezeten. Maar na het hockey vond Hagels nieuwe bezigheden in golf en in de mensport, eerst met de tweespan en nu nog met een enkel span paard.